# Osowiec (województwo pomorskie)
Osowiec (dodatkowa nazwa w j. kaszub. Òsówc) – osada w Polsce, w województwie pomorskim, w powiecie lęborskim, w gminie Cewice.
Do 2023 miejscowość była przysiółkiem osady Osowo Lęborskie.
W latach 1975–1998 przysiółek administracyjnie należał do województwa słupskiego.